# Glamazon (álbum de RuPaul)
Glamazon é o sexto álbum de estúdio da cantora e drag queen americana RuPaul. Foi lançado no iTunes através da RuCo em 25 de abril de 2011, coincidindo com o final da terceira temporada de RuPaul's Drag Race. O álbum é uma mistura de dance, eletropop, R&B e hip-hop.

## Promoção
O videoclipe da faixa-título, "Glamazon", foi lançado em 12 de abril de 2012 no site da Logo TV. Ele apresenta as três finalistas da quarta temporada de Rupaul's Drag Race, Sharon Needles, Phi Phi O'Hara e Chad Michaels como personagens gigantes em um videogame de estilo retrô, aterrorizando locais como Necrópole de Gizé, o Palácio de Westminster e a Torre Inclinada de Pisa. Os jurados convidados da quarta temporada de Drag Race são vistos nesses lugares sendo pisoteados pelas personagens. No fim do vídeo, RuPaul aparece em uma versão ainda maior que elas e as esmaga. Também é exibido um placar em que Sharon Needles é a melhor pontuadora.
Todas as faixas do álbum (com exceção de "Click Clack (Make Dat Money)" e "Get Your Rebel On"), foram remixadas em EPs sucessores.
Um videoclipe de "Responsitrannity" foi lançado com um remix mostrando as participantes e os jurados convidados de All Stars. A música foi inspirada na trajetória de Tammie Brown na primeira temporada de Drag Race.
Uma paródia da canção "Glamazon" foi interpretada por RuPaul no sétimo episódio da trigésima temporada de Os Simpsons, "Werking Mom".

## Recepção

### Comercial
Glamazon estreou em 11º e 8º lugar nas paradas Billboard Dance/Electronic Albums e Billboard Top Heatseekers, respectivamente. O lançamento digital vendeu 2.000 cópias, as vendas mais altas de RuPaul na primeira semana de um álbum desde 1997.
O primeiro single do álbum, "Superstar", vendeu 3.000 cópias durante a primeira semana de lançamento.

## Lista de músicas
Todas as canções foram escritas por RuPaul Charles e Lucian Piane.
| N.º            | Título                         | Duração |  |
| 1.             | "The Beginning"                | 03:50   |  |
| 2.             | "Click Clack (Make Dat Money)" | 03:14   |  |
| 3.             | "Glamazon"                     | 03:37   |  |
| 4.             | "I Bring the Beat"             | 03:21   |  |
| 5.             | "Superstar"                    | 03:14   |  |
| 6.             | "Responsitrannity"             | 05:22   |  |
| 7.             | "Live Forever"                 | 03:26   |  |
| 8.             | "Get Your Rebel On"            | 03:57   |  |
| 9.             | "(Here It Comes) Around Again" | 04:29   |  |
| 10.            | "If I Dream"                   | 04:37   |  |
| Duração total: | Duração total:                 | 47:12   |  |

## Desempenho
| Charts (2011)                           | Melhor posição |
| --------------------------------------- | -------------- |
| Billboard Dance/Electronic Albums (EUA) | 11             |
| Billboard Top Heatseekers (EUA)         | 8              |

### Singles
| Ano  | Single             |
| ---- | ------------------ |
| 2011 | "Superstar"        |
| 2011 | "Glamazon"         |
| 2012 | "Responsitrannity" |
| 2013 | "I Bring the Beat" |
| 2013 | "The Begginning"   |